# Červená propiska
Červená propiska je český projekt, který má za cíl šířit jazykové znalosti o češtině. Za projektem stojí korektorky, překladatelky a tvůrkyně sloganů Karla Tchawou Tchuisseu a Sabina Straková. Projekt působí na instagramovém účtu a blogu, první veřejně dostupný příspěvek na Instagramu byl zveřejněn 8. října 2018. V pondělí vydávají prostřednictvím instagramových příběhů diktát, který má za cíl upozornit na časté chyby, či zveřejňují češtinářské „perličky“, díky kterým taktéž upozorňují na velmi časté chyby. V rozhovoru uvedly, že si sociální síť vybraly proto, že díky ní mohou oslovit velkou masu lidí. Karla v rozhovoru řekla: „Já jako největší úspěch cítím to, že naše práce lidem pomáhá. To považuji za vyšší hodnotu.“
V roce 2020 autorky Červené propisky vydaly knihu 100 perliček pro (ne)milovníky češtiny, která byla kvůli pandemii covidu-19 pokřtěna v přímém přenosu na Instagramu 8. října 2020. Od téhož roku také pořádají pro zájemce workshopy s tématem e-mailové korespondence. Ve stejném roce také začaly vydávat podcast „Čeština je láska“, vyšlo celkem 13 dílů.
Jejich druhá kniha 100 přešlapů pro (ne)milovníky češtiny byla vydána roku 2021. V roce 2022 vydaly knihu zaměřenou na e-mailovou komunikaci s názvem E-maily a jejich (ne)pravidla a také populárně-naučný Diář Červené propisky 2023.
Roku 2023 vyšla třetí kniha Červené propisky pod názvem 100 přehmatů pro (ne)milovníky češtiny.